# Rab Butler
Richard Austen (Rab) Butler, baron Butler van Saffron Walden (Punjab, West-Pakistan, 9 december 1902 – Great Yeldham, Engeland, 8 maart 1982) was een Brits politicus en diplomaat van de Conservative Party.
- Bibliothèque nationale de France: cb12197328c (data)
- Gemeinsame Normdatei: 118638122
- International Standard Name Identifier: 0000 0001 2099 8136
- Library of Congress Control Number: n50080994
- Nationale Bibliotheek van Tsjechië: jn19981000398
- Nationale Bibliotheek van Israël: 987007279070605171
- Nederlandse Thesaurus van Auteursnamen: 068845499
- LIBRIS: 304037
- SNAC: w6pv8fkp
- Système universitaire de documentation: 067050611
- Trove: 798215
- Virtual International Authority File: 22188084
- WorldCat: E39PBJjCMX9WpBDfD48YmcgxjC